# Abriszam
Abriszam (pers. ‏ابريشم‎) – miasto w Iranie, w ostanie Isfahan. W 2011 roku liczyło 21 794 mieszkańców.